# گزین‌طوطی سومبا
گزین‌طوطی سومبا یا گزین‌طوطی کورنلیا (نام علمی: Eclectus cornelia) یک گونه طوطی است که بومی سومبا است. همچنین بزرگ‌تر از گزین‌طوطی ملوکی، نر در کل سایه سبز کم‌رنگ‌تری و دم آبی‌تری دارد. ماده دارای پرهای تمام قرمز است، به جز شاهپرهای اولیه که به رنگ آبی شاهنشاهی تیره است، و می‌توان آن را از گزین‌طوطی تانیمبار به دلیل نداشتن رنگ زرد در دمش متمایز کرد.